# Hylleholt Kirke
Hylleholt Kirke er en kirke i Hylleholt Sogn i Faxe Kommune.
Hylleholt Kirke i Faxe Ladeplads blev indviet i 1878. Initiativet til at bygge denne kirke blev taget af godserne Bregentved og Vemmetofte Kloster. Forud var gået anlægelsen af havnen i Faxe Ladeplads i årene 1862-64. Havnen er ladeplads for den kalk der produceres i Faxe Kalkbrud.
Byen og omegnen hed indtil da Hylleholt, og kirken er navngivet efter dette. Havnen satte gang i udviklingen og befolkningstallet steg.
På det tidspunkt tog de to godser – der var medejere af Faxe Kalkbrud initiativet til, at en del af kalkbruddets overskud skulle gå til bygning af en kirke. Projektet startede i 1875, og som nævnt blev kirken indviet i 1878, og fremtræder som en nygotisk bygning i røde munkesten, med et højt slankt tårn på 39 meter med ottekantet overbygning. Arkitekt var Theodor Zeltner.
Hylleholt Kirke er i dag sognekirke for ca. 3000 mennesker i Faxe Ladeplads, og de omgivende landsbyer.

## Galleri
- Altertavle og alter

## Eksterne kilder og henvisninger
- Hylleholt Kirke hos KortTilKirken.dk

- Wikimedia Commons har flere filer relateret til Hylleholt Kirke